# Legend of Grimrock 2
Legend of Grimrock 2 est un jeu vidéo indépendant appartenant au genre du dungeon crawler, un sous genre du jeu vidéo de rôle. Il est développé et édité par Almost Human, un studio finlandais. Il est sorti le 15 octobre 2014 pour Microsoft Windows et le 18 mars 2015 pour Mac OS.
Comme son nom l'indique, c'est la suite de Legend of Grimrock.

## Univers
Le joueur incarne 4 repris du justice qui se retrouvent bloqués sur une île appelée Nex, sur laquelle le navire qui les transportait s'est échoué. C'est sur celle-ci que se déroule l'aventure que raconte le jeu, ce qui contraste avec celle du premier épisode de la série, qui se déroulait dans sa totalité dans une prison construite dans une montagne.
L'île est divisée en différentes zones: la plage, la forêt, ou encore les marais. On trouve à plusieurs endroits des escaliers menant à des souterrains.

## Système de jeu
Legend of Grimrock 2 appartient au genre du dungeon crawler, un sous genre du jeu vidéo de rôle dans lequel le joueur doit, essentiellement, traverser des labyrinthes remplis de monstres et d'énigmes.
Le joueur dirige un groupe de quatre personnages, dont il doit définir la classe et la race au début de la partie. Ils ne sont pas visibles à l'écran puisque le jeu est en vue subjective. Les combats se déroulent en temps réel.

## Accueil

### Critique
Legend of Grimrock 2 a reçu une note agrégée de 85% par Metacritic.

### Ventes
Selon Steam Spy, le jeu est possédé par 220 000 (+- 10 000) utilisateurs Steam à la date du 18 décembre 2015. Il a été joué par 127 000 (+- 8 000) d'entre eux, pendant une durée moyenne de 17h34 et une durée médiane de 5h27.